# Монтаржи
 Тази статия е за града във Франция.  За окръга вижте Монтаржи (окръг).  
Монтаржѝ (на френски: Montargis, [mɔ̃.taʁ.ʒi]) е град в централна Франция, административен център на окръг Монтаржи в департамента Лоаре на регион Център-Вал дьо Лоар. Населението му е около 15 000 души (2020).
Разположен е на 85 метра надморска височина в Парижкия басейн, на 60 километра източно от Орлеан и на 100 километра южно от Париж. Селището е известно от Античността, а през Средновековието замъкът му е важно укрепление на френските крале. Днес то е център на агломерация, включваща 8 други селища и с население около 57 хиляди души.

## Известни личности
Родени в Монтаржи
- Ан-Луи Жироде (1767 – 1824), художник

Починали в Монтаржи
- Рене Френска (1510 – 1574), принцеса